# Liothyrella uva
Liothyrella uva is een soort in de taxonomische indeling van de armpotigen. De armpotige komt uit het geslacht Liothyrella en behoort tot de familie Terebratulidae.

## Beschrijving
De armpotige is een vastzittend dier met een tweekleppige schelp. Het voedingsapparaat van het dier is een lofofoor, een ring met daarop holle tentakels. Op die lofofoor zitten cilia, kleine zweephaartjes, waarmee een waterstroom naar de mond opgewekt wordt. Deze soort komt voor in de Atlantische Oceaan.

## Synoniemen
Deze soorten zijn synoniemen.
- Liothyrella uva antarctica
- Liothyrella ovata
- Liothyrella oblonga
- Liothyrella notorcadensis
- Liothyrella expansa
- Liothyrella fosteri
- Liothyrella georgina
- Liothyrella antarctica